# دنیای آزاد (فیلم)
دنیای آزاد (انگلیسی: The Free World) یک فیلم است که در سال ۲۰۱۶ منتشر شد. از بازیگران آن می‌توان به بوید هالبروک اشاره کرد.

## خلاصه فیلم
مردی سابقه‌دار که به تازگی از زندان آزاد شده درگیر ماجراهای زنی متاهل می‌شود که متهم به کُشتن شوهر سوءاستفاده‌گرش شده و حالا باید از دست عده‌ای که در تعقیب او هستند فرار کند...